# Garcinia mangostifera
Garcinia mangostifera là một loài thực vật có hoa trong họ Bứa. Loài này được Kaneh. & Hatus. mô tả khoa học đầu tiên năm 1942.